# Lynn McDonald
Lynn McDonald (15 de julio de 1940) es una activista climática canadiense, profesora universitaria y antigua parlamentaria. Fue presidenta del Comité de Acción Nacional sobre la Condición Jurídica y Social de la Mujer y formó parte del Parlamento del Nuevo Partido Democrático (NDP, por sus siglas en inglés) para Broadview, Greenwood entre 1982 y 1988. Además, es profesora emérita de sociología en la Universidad de Guelph. 

## Carrera política
La primera candidatura de McDonald para un cargo público fue durante las elecciones provinciales de 1981 cuando fue candidata del Nuevo Partido Democrático de Ontario en el viaje de Oriole en el norte de York. Al año siguiente, entró en la política federal y fue elegida en las elecciones parciales celebradas para cubrir la vacante creada por la marcha de Bob Rae para asumir el liderazgo del PND de Ontario. McDonald derrotó al asistente principal del partido, Gerald Caplan, en la tercera votación para ganar la nominación del NDP. En las elecciones parciales, derrotó a Peter Worthington, antiguo editor del Toronto Sun que se postulaba como candidato independiente, por casi 2.000 votos. En las elecciones federales de 1984, aumentó su margen a más de 3.500 votos, derrotando nuevamente a Worthington, quien, esta vez, se postulaba como candidato oficial del Partido Conservador Progresista. 
McDonald defendió la igualdad de las mujeres tanto dentro como fuera del Parlamento (fue la primera miembro del Parlamento en ser nombrada Sra.). Fue cofundadora del Comité de Ontario sobre la Condición de la Mujer, en 1971, que presionó para la implementación de las medidas del Informe de la Comisión Real sobre la Condición Jurídica y Social de la Mujer en Canadá (en el que McDonald aportó algunas informaciones). Como presidenta del Comité de Acción Nacional sobre la Condición Jurídica y Social de la Mujer, en 1980, aportó el Informe de la organización sobre los derechos de igualdad al Comité Conjunto Senatorial-Comunes sobre la Carta de Derechos. 
También fue una opositora del tabaquismo destacada y se ganó la enemistad de la industria tabacalera al trasladar la cuenta de un miembro privado para restringir fumar y prohibir la publicidad y los patrocinios del tabaco. Logró que la Ley de Salud de los No Fumadores adoptara, como ley de un miembro privado, en 1988, la primera legislación en el mundo para establecer lugares de trabajo y lugares públicos libres de humo. El proyecto de ley también habría prohibido la publicidad y los patrocinios del tabaco y las ventas reguladas de productos de tabaco incluidos en la lista de la Ley de Productos Peligrosos.
El proyecto de ley de McDonald fue preseleccionado por un comité parlamentario para debatir en el suelo de la casa y logró ganar el creciente apoyo de parlamentarios de todos los lados de la Cámara de los Comunes a medida que los grupos de salud presionaron a su favor. El 22 de abril de 1987, diez días antes de la votación programada en segunda lectura del proyecto de ley, el ministro de Salud, Jake Epp, anunció la intención del gobierno de presentar un proyecto de ley que prohibiría la publicidad y los patrocinios del tabaco y fortalecería las advertencias sanitarias en los paquetes de cigarrillos. El gobierno también anunció que prohibiría fumar en edificios gubernamentales y restringirlo en otros lugares de trabajo regulados por el gobierno federal. 
A pesar del lobby de la industria tabacalera, tanto el proyecto de ley de McDonald como el proyecto de ley C-51 de Epp fueron aprobados por el Parlamento y se les dio su consentimiento real el 28 de junio de 1988. El lobby en torno al proyecto de ley de McDonald se atribuye a darle a Epp la motivación política para presentar su propia legislación. El proyecto de ley de McDonald se aprobó en una votación libre a pesar de que todos los miembros del gabinete presentes en la Cámara votaron en contra. 
McDonald fue derrotada en las elecciones federales de 1988 por el liberal Dennis Mills por 1.200 votos. Intentó una reaparición contra Mills en las elecciones federales de 1993, pero fue derrotada por casi 10.000 votos ya que el apoyo al NDP colapsó en todo el país. Desde entonces, ha estado activa en temas ambientales, inicialmente con la Campaña para la Eliminación Nuclear, y, luego, como cofundador de JustEarth: A Coalition for Environmental Justice, que trabaja en cambio climático. Fue miembro de la Junta Directiva de Climate Action Network 2010-2014.
Cofundadora de la Alianza Electoral Canadiense, McDonald hizo campaña por una alianza de este tipo para las elecciones federales de 2015, lo que llevaría a la adopción de una representación proporcional a nivel federal. También es cofundadora de la Campaña para la Abolición del Encierro Solitario. Fue nombrada miembro de la Orden de Canadá en 2015.

## Obra
McDonald es autora de una serie de libros y artículos académicos que incluyen The Early Origins of the Social Sciences (Montreal: McGill-Queen's University Press, 1993), Women Founders of the Social Sciences (Ottawa: Carleton University Press, 1994) y Women Theorists on Society and Politics (Waterloo: Wilfrid Laurier University Press 1998). Es la directora de The Collected Works of Florence Nightingale, una edición de 16 volúmenes de libros, artículos, folletos y correspondencia inédita de la enfermera y activista Florence Nightingale, reunidos en más de 200 archivos de todo el mundo. La publicación, realizada por Wilfrid Laurier University Press, comenzó con el volumen 1 en 2001 y finalizó con el volumen 16 en 2012. McDonald es cofundador de The Nightingale Society, que promueve el legado de Florence Nightingale.

### Publicaciones recientes
- Lynn McDonald, Florence Nightingale at First Hand (Londres: Bloomsbury y Waterloo: Wilfrid Laurier University Press, 2010).
- Lynn McDonald, Florence Nightingale: Una historia muy breve (Londres: SPCK 2017)
- Lynn McDonald, Florence Nightingale, Nursing and Health Care Today (Nueva York: Springer 2018).